# Pensione di guerra
La pensione di guerra è il trattamento economico (pensione, assegno o invalidità) che costituisce un atto risarcitorio di riconoscimento e di solidarietà dello Stato nei confronti di coloro che, a causa della guerra, abbiano subito menomazioni nell'integrità fisica o la perdita di un congiunto.

## Diritto italiano
In Italia le pensioni di guerra erano erogate dalle Direzioni territoriali dell'economia e delle finanze fino al 28 febbraio 2011. Dal 1º marzo 2011 le attribuzioni delle DTEF in materia di pensioni di guerra sono state trasferite alle Ragionerie territoriali dello Stato (v. Decreto Ministero dell'economia e delle finanze del 23 dicembre 2010, pubblicato sulla G.U. 28/02/2011 N. 48 – Riallocazione delle funzioni delle direzioni territoriali dell'economia e delle finanze; v. anche, per le Commissioni mediche di verifica, il Decreto Ministero dell'economia e delle finanze del 23 dicembre 2010, pubblicato sulla G.U. 23/02/2011 N. 44 – Individuazione della data dell'avvio delle funzioni del nuovo assetto territoriale e rideterminazione delle competenze territoriali delle Commissioni mediche di verifica).
Essendo risarcitorie, le somme corrisposte a tale titolo non concorrono a formare il reddito individuale. La giurisprudenza della Corte dei Conti ha specificato che sarebbe più opportuno parlare di natura indennitaria e non risarcitoria, in quanto il trattamento economico erogato non corrisponde esattamente al danno subìto, come invece si verifica nel risarcimento che per definizione è giuridicamente equivalente al danno stesso.
I soggetti che hanno titolo a chiedere i benefici di guerra sono quelli elencati nell'art. 2 del DPR 915/78 e cioè:
- militari delle forze armate;
- gli appartenente ai corpi o servizi ausiliari e le infermiere volontarie della Croce Rossa, nonché i soggetti civili militarizzati
- gli appartenenti ai reparti militari impiegati per conto dell'ONU.

Nell'art. 3 sono altresì indicate altre categorie speciali di soggetti militari che hanno diritto ai benefici pensionistici di guerra.
Sono considerati fatti di guerra quelli ovunque avvenuti, ad opera delle Forze Armate nazionali, alleate o nemiche e coordinati alla preparazione ed alle operazioni di guerra.
Altra fonte normativa è il DPR 834/81 che si limita ad un adeguamento degli importi tabellari delle pensioni di guerra e ad introdurre, per le vedove dei grandi invalidi, di I categoria, un assegno supplementare pari all'80% della tabella G.
La Legge 6 ottobre 1986 n. 656 ha soppresso l'inabilità presunta a 65 anni che da questo momento in poi dovrà essere accertata dagli organi sanitari ed ha soppresso la pensione di guerra a favore dei collaterali.
Tutti i provvedimenti in materia pensionistica di guerra emessi dalla DTEF (ora dalle RTS) sono sottoposti al controllo preventivo della Ragioneria territoriale dello Stato Archiviato il 5 marzo 2011 in Internet Archive..

### Il contenzioso sulle Pensioni di Guerra
Il provvedimento negativo di concessione è notificato a cura dell'Ufficio Amministrativo, direttamente all'interessato, mediante lettera raccomandata con avviso di ricevimento.
Dalla data di ricevimento decorrono i termini per l'impugnazione in sede amministrativa e in sede giurisdizionale.

#### Il ricorso gerarchico
Il ricorso gerarchico può essere effettuato entro 30 giorni dalla notifica del provvedimento alla Direzione centrale degli uffici locali e servizi del tesoro. In sede di trattazione del ricorso gerarchico, l'amministrazione centrale, acquisito il fascicolo istruttorio, si avvale, se del caso, della Commissione Medica Superiore. Valutata la tempestività e la fondatezza del ricorso, emette il relativo provvedimento di definizione.

#### Ricorso in sede giurisdizionale
Ai sensi dell'art. 7 del DPR 377/99 e indipendentemente dalla presentazione del ricorso gerarchico - ai sensi dell'art. 113 della Costituzione - è ammesso il ricorso alla Corte dei Conti, giudice unico delle Pensioni a carico del bilancio dello Stato, entro il termine quinquennale di prescrizione del diritto a pensione.
Competente per territorio è la sezione giurisdizionale della Corte dei Conti in cui ha residenza il ricorrente in base al principio del "foro dell'attore".
I ricorsi in tale materia possono essere proposti anche senza patrocinio legale, ma in tal caso i ricorrenti non possono svolgere oralmente le proprie difese in udienza.

#### Aspetti e fasi del ricorso
Il ricorso deve essere depositato nella segreteria della Sezione territorialmente competente.
Deve essere data prova della notifica del ricorso alla controparte contestualmente o entro 30 giorni dalla data di deposito del ricorso.
Il giudice monocratico fissa l'udienza e dispone che ne sia data comunicazione d'ufficio all'Amministrazione interessata alla quale viene pure ordinato di depositare in segreteria, entro 30 giorni, i documenti sulla base dei quali è stato emesso il provvedimento impugnato o indicare i motivi del rifiuto a provvedere.
La data dell'udienza viene annunciata alle parti costituite con un preavviso di almeno sessanta giorni durante i quali le parti possono produrre o depositare memorie di costituzione e documenti sino al 10º giorno precedente la data dell'udienza.
Non si procede a discussione quando il ricorrente risulti deceduto. In tal caso il giudice dichiara interrotto il giudizio e dispone la comunicazione agli eredi per l'eventuale riassunzione in giudizio del ricorso entro i 90 giorni.
Terminata la discussione il giudice dà lettura della sentenza che viene depositata in segreteria entro 15 giorni dalla pronuncia.

#### La decisione
La decisione del giudice può essere:
- interlocutoria assume la forma dell'ordinanza; detto provvedimento è di carattere istruttorio. Infatti il Giudice può ordinare l'acquisizione di documentazione necessaria allo svolgersi del procedimento oppure può richiedere un parere tecnico al Collegio Medico Legale.
- definitiva e in tal caso assume la forma di sentenza secondo le seguenti fattispecie:
  1. estinzione del procedimento;
  2. inammissibilità del ricorso;
  3. accoglimento;
  4. accoglimento parziale;
  5. cessata materia del contendere;
  6. rigetto.

Le sentenze di primo grado che pronunciano una condanna a favore del ricorrente sono provvisoriamente esecutive.
L'efficacia esecutiva della sentenza di condanna può essere sospesa solo dal giudice d'appello.

#### L'appello
L'appello è un mezzo di impugnazione tipico, ordinario, devolutivo che si propone, attraverso una motivata dichiarazione di volontà con la quale viene impugnato un provvedimento del giudice con richiesta di un nuovo giudizio totale o parziale.
È prevista l'appellabilità, per soli motivi di diritto, delle sentenze emesse dalle sezioni regionali in materia pensionistica e ciò per garantire anche in tale materia l'operatività del principio del doppio grado di giudizio.
L'appello va proposto, entro 60 giorni dalla notifica del provvedimento da parte della parte vincitrice, alle Sezioni giurisdizionali Centrali della Corte dei Conti.

#### La revocazione
È comunemente definita come un'impugnazione limitata, perché ammissibile soltanto per un numero ristretto di motivi, tassativamente elencati dalla legge.
Può essere ordinaria la cui proponibilità impedisce il passaggio in giudicato dalla sentenza e straordinario che può proporsi anche dopo il passaggio in giudicato (per es. integrazione di atti o prove non presentate, nel caso di dichiarazioni o testimonianze dichiarate false).